# Malec (województwo małopolskie)
Malec – wieś sołecka w Polsce, położona w województwie małopolskim, w powiecie oświęcimskim, w gminie Kęty.
Wieś położona jest na zboczach doliny Potoku Maleckiego, zwanego też Babudą, 270 m n.p.m.

## Integralne części wsi
| SIMC    | Nazwa       | Rodzaj     |
| ------- | ----------- | ---------- |
| 0057460 | Łęg         | przysiółek |
| 0057419 | Na Górce    | część wsi  |
| 0057425 | Pod Lasem   | część wsi  |
| 0057431 | Pode Dworem | część wsi  |
| 0057448 | Włosień     | część wsi  |
| 0057454 | Zatonie     | część wsi  |

## Nazwa
Miejscowość ma metrykę średniowieczną i istnieje co najmniej od XIV wieku. Wymieniona w 1377 w dokumencie zapisanym w języku łacińskim jako de Malcze, 1379 de Malica, 1415 de Malcz, 1448 de Malcza, 1456 z Malce, 1457 Malyecz, 1470 Malecz .

## Połączenia drogowe
Na zachód od Malca, na prostym odcinku prowadzi  droga wojewódzka nr 948, biegnąca od Żywca przez Kęty, aż do Oświęcimia.
Drogi powiatowe przebiegające przez Malec:
- 1859K Osiek - Malec (ul. K. Jędrzejowskiego, ul. Kościelna) - Nowa Wieś
- 1860K Malec - Witkowice
- 1861K Nowa Wieś - Malec (ul. Podbeskidzka)
- 1862K Włosień - Malec (ul. Stawowa, ul. Świętojańska)
- 1863K Jawiszowice - Bielany - Malec[7]

## Historia

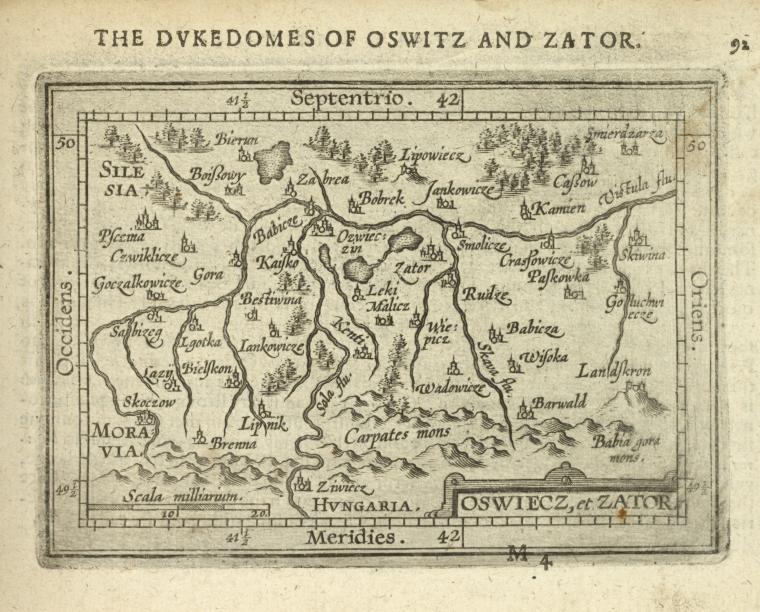
Malec jako Malicz na mapie Księstwa Oświęcimskiego i Zatorskiego - mapa Abrahama Orteliusa z 1603.

Na początku XIV wieku wieś stanowiła własność szlachecką i należała w 1377 do Wrocha z Malcza, w 1379 Otta z Malcza, w latach 1415 (lub 1416)–1420 Paszka z Malcza herbu Wieniawa, w 1420 Wrocha z Malcza herbu Wieniawa, w latach 1441–1448 do dziedzica Jerzego z Malcza, a w 1456 do Jana Streckow z Malcza .
Wieś następnie przeszła w ręce książąt oświęcimskich, którzy zbudowali tutaj niewielki zameczek obronny. Odegrał on pewną rolę w okresie podjazdowych walk pomiędzy książętami, a rycerzami króla polskiego; później dostał się w ręce rycerzy rabusiów. W 1452 roku zamek zdobył Piotr Szafraniec, który osadził go swoją załogą złożoną ze 100 piechurów oraz 100 jeźdźców. Stacjonował w nim do momentu kiedy książę oświęcimski nie spłacił mu zaległego żołdu w wysokości 2000 złotych.
21 lutego 1457 miejscowość wymieniona została jako Malyecz w dokumencie sprzedaży księstwa oświęcimskiego Koronie Polskiej przez Jana IV oświęcimskiego. Wszystkie wsie szlacheckie leżące na terenie sprzedanych ziem weszły pod bezpośrednią władzę króla polskiego Kazimierza IV Jagiellończyka. W 1485 Kazimierz nadał Piotrowi Komorowskiemu za zasługi dobra maleckie wraz z przynależnymi wsiami, tj. z Malcem, Nową Wsią, Hecznarowicami, Kańczugą oraz wójtostwem w mieście Kęty . W 1564 roku wraz z całym księstwem oświęcimskim i zatorskim tereny te znajdowały się w granicach Korony Królestwa Polskiego w województwie krakowskim w powiecie śląskim. Po unii lubelskiej w 1569 księstwo Oświęcimia i Zatora stało się częścią Rzeczypospolitej Obojga Narodów w granicach, której pozostawało do I rozbioru Polski w 1772.
Miejscowość wymieniona została w dokumentach własnościowych, podatkowych i sądowych. W 1512 synowie zmarłego Jana Komorowskiego dwaj bracia Jan oraz Wawrzyniec Komorowscy ofiarowali swojej siostrze Katarzynie dobra maleckie jako wiano w wyniku czego staje się ona dziedziczką Malca . Katarzyna wyszła za mąż za Zygmunta Jordana z Zakliczyna, a Malec oraz inne wsie od tego momentu stały się dziedzictwem ich synów: w latach 1553-64 wójta w Kętach Stanisława Jordana Maleckiego dziedzica Malca, Nowej Wsi, Hecznarowic oraz Kańczugi, a w 1581 dziedzica Malca Jakuba Jordana .
W 1630 roku właściciel Mikołaj Wolski przekazał Malec w testamencie ufundowanemu przez siebie wcześniej Klasztorowi Kamedułów w Bielanach.
Po rozbiorach Polski wieś znalazła się w zaborze austriackim. W 1784 r. cesarz Józef II odebrał wieś kamedułom i przekazał ją na "fundusz religijny". Miejscowość wymienia XIX-wieczny Słownik geograficzny Królestwa Polskiego (t. VI). W 1885 roku miejscowość liczyła 402 mieszkańców wyznania rzymskokatolickiego i dzieliła się na dwie części. Większa o obszarze 338 morg, w tym 249 morg roli, 9 morg łąk i ogrodów, 24 pastwisk i 56 morg lasu, należała do hrabiny Adeli Borkowskiej. Posiadłość mniejsza liczyła 431 morg, w tym 361 morg upraw, 21 morg łąk, 41 pastwisk oraz 8 lasu. 
Zimą 1940 r. zorganizowano w okolicy podziemny ruch ludowy, wywodzący się z przedwojennych działaczy Stronnictwa Ludowego. Ukazywał się tu tajny tygodnik pt. "Wiadomości podziemia". W czerwcu 1941 r. zorganizowano we wsi przyobozową grupę Batalionów Chłopskich w celu niesienia pomocy więźniom KL Auschwitz-Birkenau. Kierował nią Wojciech Jekiełek, który pełnił obowiązki komendanta powiatowego BCh, po nim kierownictwo grupy przejął Kazimierz Jędrzejowski z pobliskiego Osieka, aresztowany i zagazowany w KL Auschwitz. W Malcu został też aresztowany przez Gestapo przebywający tu tymczasowo cichociemny: Stefan Jasieński, który zginął w obozie w styczniu 1945 r.
Po II wojnie światowej część majątku wsi przejęła Rolnicza Spółdzielnia Produkcyjna "Zgoda". Za udział mieszkańców w antyhitlerowskim ruchu oporu w czasie II wojny światowej wieś została odznaczona w 1984 r. Krzyżem Walecznych.
W latach 1975–1998 miejscowość administracyjnie należała do województwa bielskiego.

## Zabytki
Obiekt wpisany do rejestru zabytków nieruchomych województwa małopolskiego.
- Średniowieczny gródek stożkowaty otoczony stawem.

## Religia
W 1991 erygowano w Malcu parafię rzymskokatolicką.